# Ken'ichi Fukui
Ken'ichi Fukui (福井謙一, Fukui Ken'ichi) (Nara, 4 de outubro de 1918 — Kyoto, 9 de janeiro de 1998) foi um químico japonês.
Fukui foi co-laureado do Prêmio Nobel de Química de 1981 com Roald Hoffmann, por suas investigações independentes sobre os mecanismos das reações químicas. O trabalho premiado de Fukui enfocou o papel dos orbitais de fronteira em reações químicas: especificamente que as moléculas compartilham elétrons fracamente ligados que ocupam os orbitais de fronteira, isto é, o Orbital Molecular Mais Alto Ocupado (HOMO) e o Orbital Molecular Mais Baixo Desocupado (LUMO).

## Pesquisa
Ele foi professor de físico-química na Universidade de Kyoto de 1951 a 1982, presidente do Instituto de Tecnologia de Kyoto entre 1982 e 1988. Ele também foi diretor do Institute for Fundamental Chemistry de 1988 até sua morte. Bem como Presidente da Sociedade Química do Japão de 1983-84, recebendo vários prêmios além de seu Prêmio Nobel, como; Prêmio da Academia do Japão em 1962, Pessoa de Mérito Cultural em 1981, a Honra Imperial do Grande Cordão da Ordem do Sol Nascente em 1988, com muitos outros prêmios não tão prestigiosos.
Em 1952, Fukui com seus jovens colaboradores T. Yonezawa e H. Shingu apresentaram sua teoria orbital molecular da reatividade em hidrocarbonetos aromáticos, que apareceu no Journal of Chemical Physics. Naquela época, seu conceito falhou em atrair a atenção adequada entre os químicos. Fukui observou em sua palestra no Nobel em 1981 que seu artigo original "recebeu uma série de comentários controversos. Em certo sentido, isso era compreensível, porque, por falta de minha capacidade experiencial, a base teórica para esse resultado notável era obscura ou, antes, fornecida de maneira inadequada".
O conceito de orbitais de fronteira passou a ser reconhecido após a publicação de 1965 por Robert B. Woodward e Roald Hoffmann das regras de estéreos seleção de Woodward-Hoffmann, que podiam prever as taxas de reação entre dois reagentes. Essas regras, representadas em diagramas, explicam por que alguns pares reagem facilmente, enquanto outros não. A base para essas regras está nas propriedades de simetria das moléculas e principalmente na disposição de seus elétrons. Fukui reconheceu em sua palestra no Nobel que, "Foi somente após o notável aparecimento do brilhante trabalho de Woodward e Hoffmann que me tornei totalmente ciente de que não apenas a distribuição da densidade, mas também a propriedade nodal dos orbitais particulares têm significado em tais uma grande variedade de reações químicas".
O que tem sido surpreendente nas contribuições significativas de Fukui é que ele desenvolveu suas ideias antes que os químicos tivessem acesso a grandes computadores para modelagem. Além de explorar a teoria das reações químicas, as contribuições de Fukui à química também incluem a teoria estatística de gelificação, síntese orgânica por sais inorgânicos e cinética de polimerização.
Em entrevista a revista New Scientist em 1985, Fukui foi altamente crítico sobre as práticas adotadas nas universidades e indústrias japonesas para promover a ciência. Ele observou: "As universidades japonesas têm um sistema de cátedras que é uma hierarquia fixa. Isso tem seus méritos quando se tenta trabalhar como um laboratório em um tema. Mas se você quiser fazer um trabalho original, deve começar cedo, e os jovens são limitados por o sistema de cátedras. Mesmo que os alunos não possam se tornar professores assistentes em uma idade precoce, eles devem ser incentivados a fazer um trabalho original". Fukui também advertiu a pesquisa industrial japonesa, afirmando: "A indústria tem mais probabilidade de colocar seus esforços de pesquisa em seus negócios diários. É muito difícil para ela se envolver com química pura. É necessário encorajar pesquisas de longo prazo, mesmo que nós não saibamos seu objetivo e se sua aplicação é desconhecida". The Chemical Intelligencer, ele elabora ainda mais sua crítica dizendo: "Como é conhecido mundialmente, o Japão tentou alcançar os países ocidentais desde o início deste século importando ciência deles." O Japão é, de certo modo, relativamente novo na ciência fundamental como parte de sua sociedade e na falta de capacidade de originalidade e financiamento que os países ocidentais têm mais vantagens em prejudicar o país na ciência fundamental. No entanto, ele também afirmou que está melhorando no Japão, especialmente no financiamento para ciências fundamentais, pois tem visto um aumento constante por anos.

## Publicações
- Fukui, Kenichi (1975). Theory of Orientation and Stereoselection. Berlin, Heidelberg: Springer Berlin Heidelberg. ISBN 978-3-642-61917-5. OCLC 851731799
- Fukui, Ken'ichi (1984). Gakumon no sōzō (em japonês) Shohan ed. Tōkyō: Kōsei Shuppansha. ISBN 4-333-01143-4. OCLC 15398674
- Fukui, Ken'ichi (1997). Frontier orbitals and reaction paths : selected papers of Kenichi Fukui. Hiroshi Fujimoto. Singapore: World Scientific. ISBN 978-981-279-584-7. OCLC 827945034
- Tanaka, Kazuyoshi; Yamabe, Tokio; Fukui, Ken'ichi, eds. (1999). The science and technology of carbon nanotubes. Amsterdam: Elsevier. ISBN 978-0-08-042696-9. OCLC 162135808